# 치은염
치은염(齒齦炎, 영어: gingivitis) 또는 잇몸염(-炎)은 비파괴적인 치주병이다. 치은염과 치주질환의 가장 흔한 형태는 치아 표면에 달라붙은 세균의 균막에 의한 것으로, '치태로 유발된 치은염'이라고 한다. 치은염은 구강 위생이 좋으면 원상태로 되돌릴 수 있다. 어쨌거나, 치료를 하지 않거나 조절되지 않으면 치은염은 염증이 조직을 파괴하고 치조 골흡수로 치아가 손상되는 치주염으로 진행될  수 있다.
경우에 따라서는 치은염에서 치주염으로 진행되지 않기도 하지만, 자료로 알 수 있듯이 치주염에는 항상 치은염이 선행한다.